# 大分市立明野東小学校
大分市立明野東小学校（おおいたしりつ あけのひがししょうがっこう）は、大分県大分市にある公立小学校である。

## 概要
大分市では、1959年からの大分臨海工業地帯の造成、及び、1964年の新産業都市指定に伴い人口増加が見込まれたため、大分臨海工業地帯の後背地に当たる明野地区において1965年から明野団地の開発に着手。この開発によって児童数が急増した明野地区では、小学校の新設が相次いだ。本校もその一環として1972年（昭和47年）に新設された小学校である。なお、本校の前年の1971年（昭和46年）には明野西小学校、3年後の1975年（昭和50年）には明野北小学校がそれぞれ開校している。

## 沿革
- 1972年（昭和47年）3月20日 - 開校。
- 1975年（昭和50年）4月1日 - 本校から分離して大分市立明野北小学校が新設される。
- 1982年（昭和57年）4月1日 - 南校舎竣工。
- 2003年（平成15年）3月20日 - プール・体育館新築竣工。
- 2009年（平成21年）6月8日 - 校庭の芝生化。

## 通学区域
明野高尾1-2丁目、明野東1-5丁目、明野南3丁目8-21番

## 著名な出身者
- 宮﨑大輔 - ハンドボール選手・日本代表（3年時に明野北小学校に転校）[2]
- 藤田優人 - サッカー選手